# Achères-la-Forêt
Achères-la-Forêt és un municipi francès, situat al departament de Sena i Marne i a la regió de l'Illa de França.
Forma part del cantó de Fontainebleau, del districte de Fontainebleau i de la Comunitat d'aglomeració del Pays de Fontainebleau.